# ビックリ決定版!!
『ビックリ決定版!!』（ビックリけっていばん）は、1973年10月6日から1974年3月30日まで日本テレビ系列局で放送されていた日本テレビ製作のバラエティ番組である。吉田工業（現・YKK）の一社提供。放送時間は毎週土曜 19:30 - 20:00 （日本標準時）。

## 概要
1971年3月まで同局で放送されていた『どっきりカメラ』の流れを汲む番組で、毎回街中で様々なドッキリを仕掛ける「びっくりカメラ」のコーナーと、世界にある見て驚く物や事柄などをスタジオで紹介する「今週の決定版」のコーナーによって構成されていた。稀に「今週の決定版」を行わず、30分丸々「びっくりカメラ」のみを行うこともあった。
日本テレビがレギュラー放送するドッキリ系バラエティ番組は、この番組の最終回をもって事実上終了しており、その後は『木曜スペシャル』内で『元祖どっきりカメラ』と題して不定期放送されることになった。

## 出演者
- 高橋圭三 - 司会。
- 野呂圭介 - 「びっくりカメラ」のコーナー担当。
- このほか、毎回1人のゲストが出演。

## エピソード
10月13日放送分（第2回）のゲストは、『どっきりカメラ』を生み出した番組『なんでもやりまショー』で司会を務め、後に特番でも司会を務めた宍戸錠だった。

## 放送局
特筆の無い場合の放送時間は全て土曜 19:30 - 20:00、同時ネット。
- 日本テレビ（制作局）
- 札幌テレビ[1]
- 青森放送[2]
- テレビ岩手[3]
- 秋田放送[2]
- 山形放送[4]
- 宮城テレビ[5]
- 福島中央テレビ[5]
- 新潟総合テレビ：土曜 19:00 - 19:30[6]
- 山梨放送[7]
- 北日本放送[8]
- 福井放送[8]
- 中京テレビ[9]
- よみうりテレビ[10]
- 日本海テレビ[11]
- 西日本放送[12]
- 山口放送[13]
- 四国放送[14]
- 南海放送[13]
- 高知放送[13]
- 福岡放送[15]
- テレビ熊本：土曜 16:00 - 16:30[15]
- テレビ大分[16]
- 鹿児島テレビ：土曜 19:00 - 19:30[17]

## 参考資料
- 読売新聞縮刷版[どれ?]